# Ivone Soares
Maria Ivone Bernardo Rensamo Soares (Maputo, 23 de outubro de 1979), é uma política e jornalista moçambicana. Desde 2015, é líder da bancada parlamentar do partido Resistência Nacional Moçambicana (RENAMO) em Moçambique.

## Biografia
Soares estudou ciências das comunicações de 2008 a 2011, onde obteve o bacharelato, e fez mestrado em ciências na Universidade Politécnica de Maputo. Ela trabalhou como jornalista e colunista de várias estações de rádio moçambicanas como a Rádio Terra Verde, e nos jornais como Tempo e Savana. Atualmente Ivone escreve para vários blogues em que publica opiniões políticas irregulares e também escreve poemas.

## Carreira
Maria Ivone juntou-se à Renamo nos anos de 1993 a 1994 na sequência da democracia de Moçambique.
Entre 2007 e 2012, foi chefe do grupo de trabalho de política externa do pais.
Em julho de 2009 foi nomeada para a Comissão Política da Renamo. No mesmo ano foi porta-voz eleitoral da Renamo para as eleições parlamentares. 
Na sequência da crise política e dos conflitos renovados entre a Frente de Libertação de Moçambique (FRELIMO) e a Renamo, desde 2013 o presidente da Renamo, Afonso Dhlakama, saiu de Maputo e mudou-se para a antiga base em Gorongosa. Como resultado Soares ganhou uma posição-chave nas comunicações externas. 
Em setembro de 2016, Soares sobreviveu a um ataque contra ela no aeroporto de Quelimane, na Zambézia, uma das províncias de Moçambique.
Ivone Soares faz parte de uma geração jovem e inovadora dentro da Renamo. Ela por vezes é referida como a estrela da Renamo. Entre 2014 a 2025, o Relatório de África selecionou Soares como a única mulher moçambicana como uma das cinquenta estrelas em ascensão em África.